# Bijjanhalli, Sedam
Bijjanhalli là một làng thuộc tehsil Sedam, huyện Gulbarga, bang Karnataka, Ấn Độ.